# Mallobathra fragilis
Mallobathra fragilis är en fjärilsart som beskrevs av Alfred Philpott 1927. Mallobathra fragilis ingår i släktet Mallobathra och familjen säckspinnare. Inga underarter finns listade i Catalogue of Life.